# Marco Genucio Augurino
Marco Genucio Augurino (fl. V secolo a.C.) è stato un politico romano, console nel 445 a.C. con Gaio Curzio Filone.

## Consolato
Eletto console a Roma nel 445 a.C. con il collega Gaio Curzio Filone.
Durante il suo consolato riprese vigore la decennale lotta politica tra patrizi e plebei, con i primi tesi a difendere i propri privilegi, impedendo o dilazionando le proposte di modifica dell'ordinamento giuridico, ed i secondi, sospinti dalle proposte dei tribuni della plebe, tra i quali il più battagliero era Gaio Canuleio, tesi ad ottenere ulteriori concessioni, resistendo alla chiamata alle leva dei consoli, per rispondere alle frequenti razzie delle popolazioni confinanti.
Alla fine i tribuni della plebe riuscirono ad far passare la Lex Canuleia, che eliminava il divieto di matrimonio tra patrizi e plebei, e ad ottenere per l'anno successivo, il 444 a.C., l'elezione di tre Tribuni consolari, che avrebbero potuto essere scelti tanto tra i patrizi, quanto tra i plebei.